# Карлос Бланко Галіндо
Карлос Бланко Галіндо (ісп. Carlos Blanco Galindo; 12 березня 1882, Кочабамба — 2 жовтня 1946, там само) — болівійський державний, військовий та політичний діяч, генерал, тимчасовий президент Болівії у 1930—1931 роках.

## Біографія
Галіндо здобув військову та юридичну освіту, кадровий офіцер болівійської армії. У другій половині 1920-их років став одним із керівників активної опозиції до президента Ернандо Сілеса Реєса, організатором численних акцій протесту проти політики, яку провадив президент. Зокрема, Сілеса Реєса було звинувачено у безвідповідальному ставленні до економіки країни, яка сильно постраждала внаслідок світової кризи 1929 року. Будучи неспроможним упоратись з опозицією, Сілес Реєс у травні 1930 року склав із себе повноваження та виїхав з країни. Таким чином, невдоволені на чолі з Бланко Галіндо та союзні з ним опозиційні «антисалістські» партії на перехідний період підготовки до нових виборів президента, з червня 1930 року прийшли до влади.
Бланко Галіндо очолював Болівію упродовж трохи більше 7 місяців. Його правління не відзначалось особливими подіями як у внутрішній, так і у зовнішній політиці країни. Управлінням займався створений ним компетентний кабінет політиків і вчених-технократів, в тому числі Даніеля Санчеса Бустаманте (1871—1933), діда майбутнього президента Гонсало Санчеса де Лосади. Після травневих виборів 1931 року, коли новим президентом було обрано Даніеля Саламанку Урея, Бланко Галіндо був призначений на пост посла Болівії в Уругваї, однак із початком Чакської війни з Парагваєм 1932 року він повернувся на батьківщину, щоб брати участь у військових діях. Згодом написав кілька книг.